# Myotone dystrofie
Myotone dystrofie (MD) of dystrophia myotonica (DM) is een erfelijk overdraagbare (spier)ziekte die met de tijd maar ook per generatie gemiddeld ernstiger wordt. De prevalentie is ca. 1 op 2.100 personen, al werd het tot voorkort vaak een prevalentie van ca 1 op 8.000 toegeschreven. De nu hoger ingeschatte prevalentie reflecteert dat men in eerste instantie geen ziekteverschijnselen kan hebben, en dat het daarna nog heel lang duurt voordat op basis van ziekteverschijnselen de juiste diagnose gesteld wordt. DM is een ziekte die thuishoort bij de afdeling klinische genetica in nauwe samenwerking met het medisch specialisme neurologie, dat spierziekten in zijn portefeuille heeft. 
Omdat het een ernstige en zeer veelzijdige ziekte is, is het voor patienten belangrijk om zich te registeren bij het expertisecentrum Myotone Dystrofie . Zij zijn specialisten voor dit ziektebeeld en werken eenvoudig in aanvulling op ondersteuning op bestaande artsen. Hoewel er momenteel nog geen medicijn beschikbaar is, zijn deze wel in ontwikkeling. De twee bij expertisecentrum aangesploten ziekenhuizen zijn nauw betrokken bij deze belangrijke ontwikkeling. 

## Eerste symptomen
De ziekte presenteert zich vaak met zwakte aan de spieren het verst van de romp (distaal) en in het aangezicht. Ook kan cataract (staar), vooral op jonge leeftijd, het eerste symptoom van MD zijn. Een mond die niet helemaal goed sluit is ook kenmerkend. Of een hand die zich bij knijpen of handenschudden niet gemakkelijk ontspant, vooral wanneer het relatief koud is.  
De leeftijd waarop de ziekte zich uit, is bij iedereen verschillend. Bij de eerste generatie in een familie met de ziekte, kan het zijn dat het helemaal niet tot uiting komt en bij de opeenvolgende generaties uit het zich steeds eerder. Aangezien de ziekte erfelijk is kunnen baby's de ziekte ook hebben. Dan is het aangeboren (congenitaal). Congenitale myotone dystrofie komt voor bij 25% van de baby's van moeders met de ziekte.

## Overige symptomen
Het zijn vooral de flexoren van de voorarm die myotoon zijn en de extensoren die dystrofisch zijn. Er is ook een parese en hypotrofie van de musculus masseter en de musculus temporalis en een atrofie van de musculus sternocleidomastoideus en halsspieren aanwezig.
Er zijn nog andere kenmerken die bij dit ziektebeeld voorkomen: frontale kaalheid, faciale hypomimie, cataract, gynaecomastie, testisatrofie en cardiomyopathie.

## Neurologisch onderzoek
Neurologisch is het vaak te herkennen aan de actiemyotonie, dat zich uit bij het schudden van een hand. De hand kan hierna niet snel meer ontvouwen worden (vertraagde relaxatie na spiercontractie). Een ander belangrijk kenmerk is de percussiemyotonie, waarbij een kuil blijft staan op de plaats waar op de handmuis geslagen is met de reflexhamer.

## Dynamische mutatie
Myotone dystrofie ontstaat als gevolg van een dynamische mutatie. Specifieker gaat het hier om een autosomaal dominant trinucleotide repeat op chromosoom 1913. Dit is het gen voor serine-threonine proteïne kinase.
Er ligt een genetisch risico in de dynamische mutaties. Dit heet "anticipatie". Dit betekent dat bij elke generatie de lengte van de herhaling (trinucleotide repeat) toeneemt en hiermee ook de ernst. Soms begint de ziekte dan ook eerder.
De kans op anticipatie is vooral aanwezig bij maternele overerving. Dit heeft als gevolg dat jonge vrouwen met Steinert een neonatus kunnen hebben die reeds is aangetast door de ziekte (deze congenitale vorm heeft een slechte prognose).